# Садиба Павлових (Малижине)
Садиба Павлових — садиба початку XIX століття в селі Малижине, Харківської області, збудована в класичному стилі. Комплекс пам'яток архітектури національного значення «Заміська садиба» (охоронний № 710), який включає садибний будинок, амбар, флігель та церкву Успіння Богородиці.

## Історія
На початку XIX століття поміщики Павлові викуповують у дворян Лесницьких село Малижине. У першій половині 1820–х років К. О. Павлов починає розбудову маєтку, та будує на його території одноповерховий дерев'яний будинок із шестиколонним портиком. 1823 року він будує садибний будинок за типовим проєктом міського будинку, затвердженим у 1809 році. Головна будівля виконана в стилі класицизм, цегляна, потинькована, двоповерхова із цокольним поверхом. Пізніше до торцевого фасаду було добудовано прихожу. Декор фасаду дуже простий. Будівля прикрашена лише трикутним фронтоном та французькими рустами.
Паралельно з головною будівлею, в 1823 році, будувалися комори, флігель, господарські будівлі та церква. Усі вони виконані в стилі класицизму.
У 1880 році у садиби з'явилася нова власниця — Ольга Володимирівна Засядько. У 1917 році маєток було націоналізовано. Тут розмістився будинок пристарілих.

## Церква
Перша церква Успіння Богородиці в селі була збудована у XVIII столітті полковником Ф. Осиповим. Він подарував церкві Євангеліє 1694 року. Також у церкві зберігалася чудотворна ікона Богоматері «Стягнення загиблих» 1770 року. Яка, як кажуть, лікувала людей та оберігала село від хвороб. Дерев'яна церква перебудовувалася в 1800 році тодішнім власником Лесницьким.
З 10 травня 1821 року до 1825 року Карп Павлов зносить стару церкву та будує нову із червоної цегли, потиньковану, прямокутну, тричасткову, одноглаву. Фасад був прикрашений двоколонними портиками, карнизами, фронтонами. Квадратна дзвіниця мала високий шпиль.

## Сучасний стан
Нині на більшості території колишньої садиби розміщується Малижинський психоневрологічний інтернат. Вцілілі будівлі знаходяться в поганому стані. Церква Успіння Богородиці, що розташована не на території інтернату, майже повністю зруйнована. Від неї залишилися деякі стіни, контур фронтону над боковим входом і частина пілястр, повністю зруйновано дзвіницю. Збереглися декілька 200–річних дубів, які росли в саду Павлова.

## Галерея

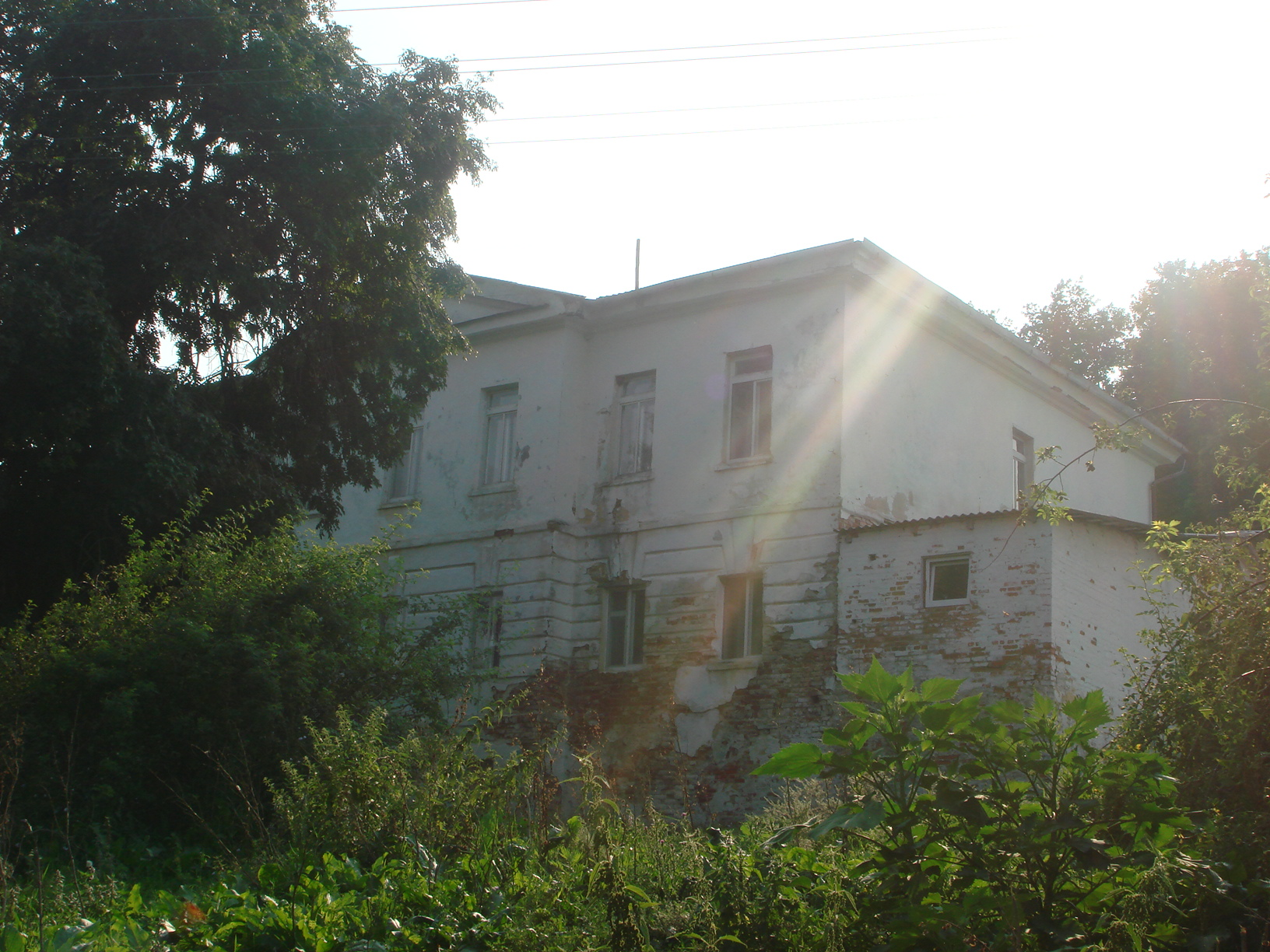
Головна будівля
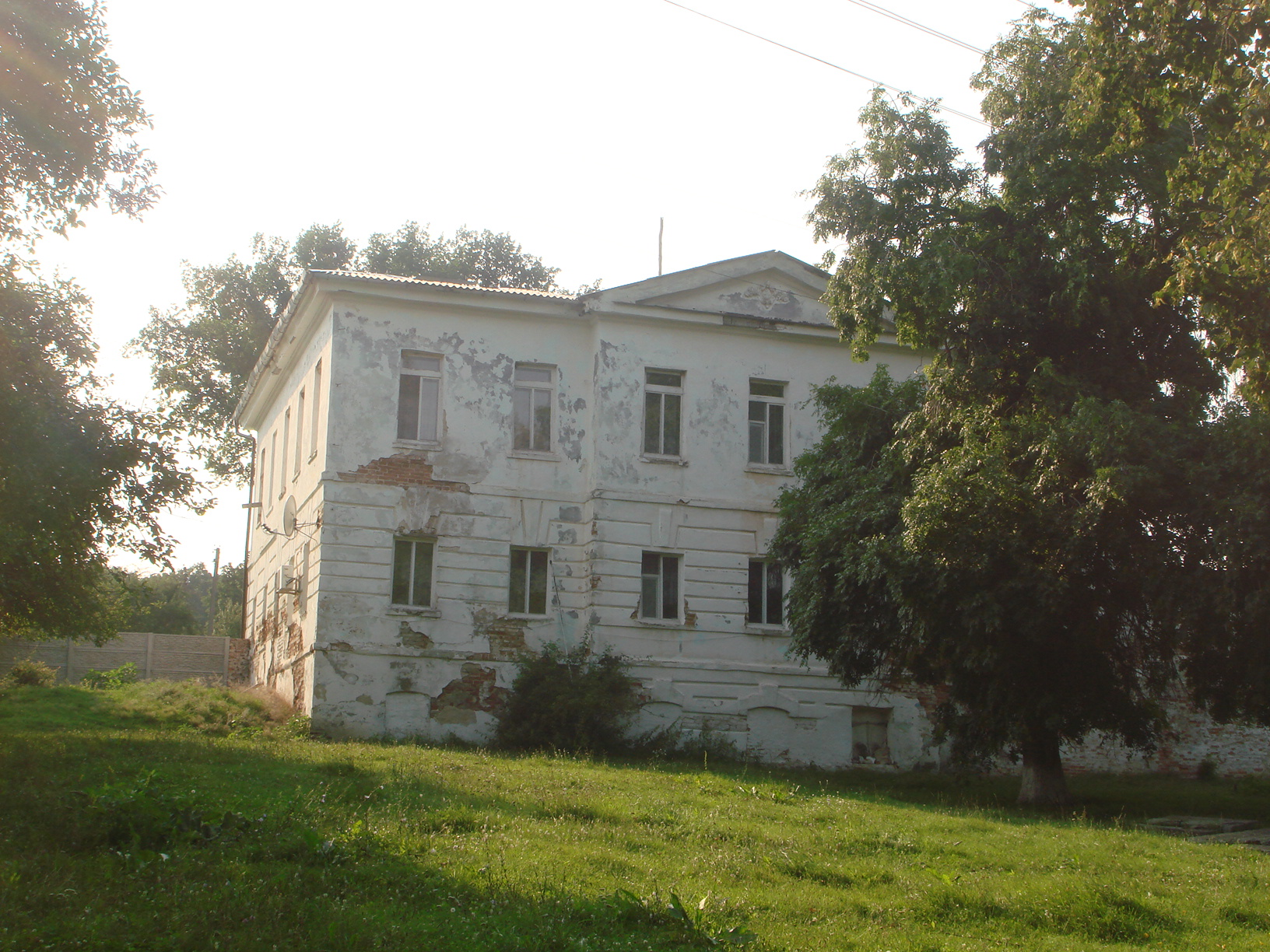
Головна будівля
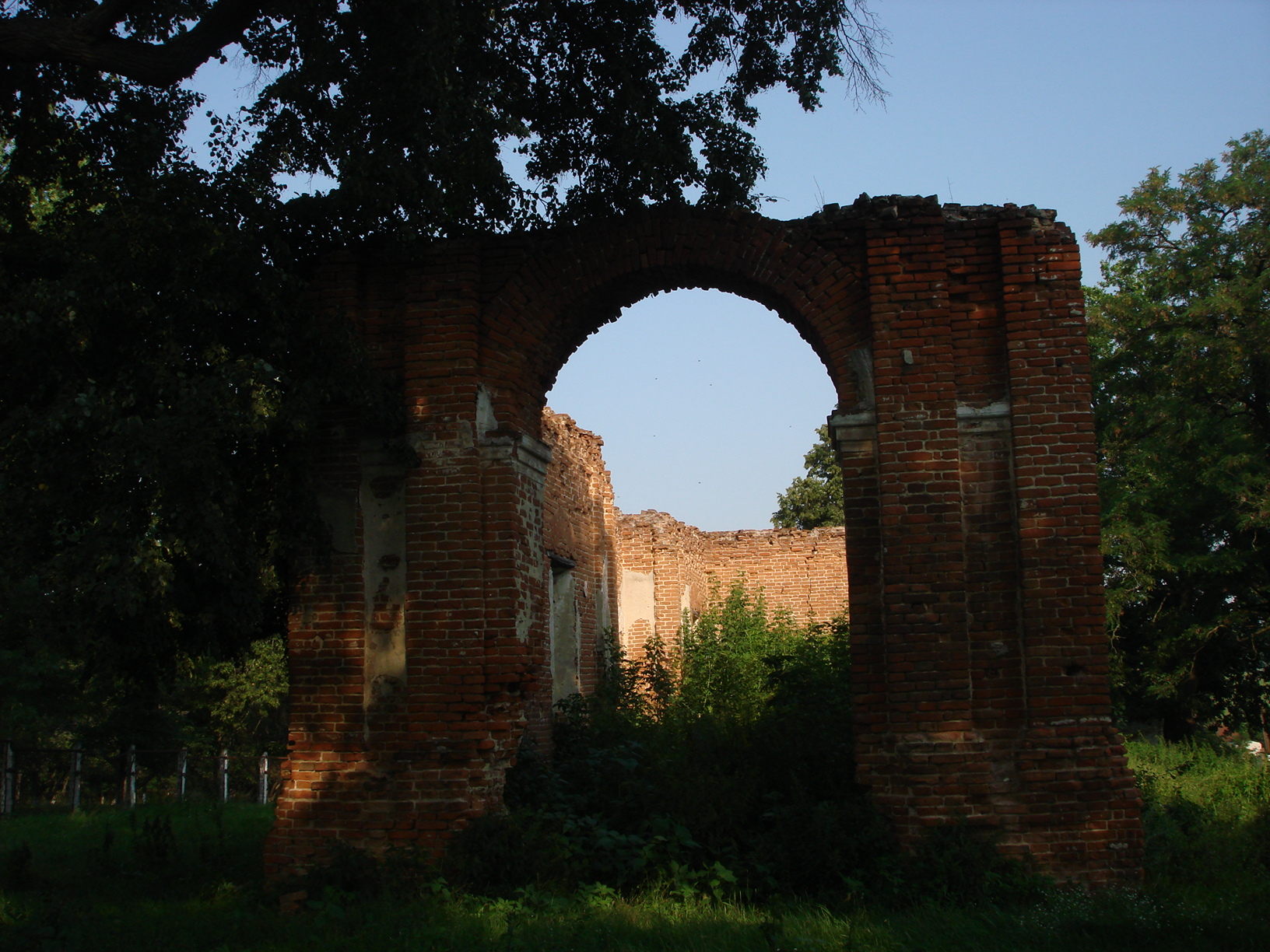
Рештки церкви
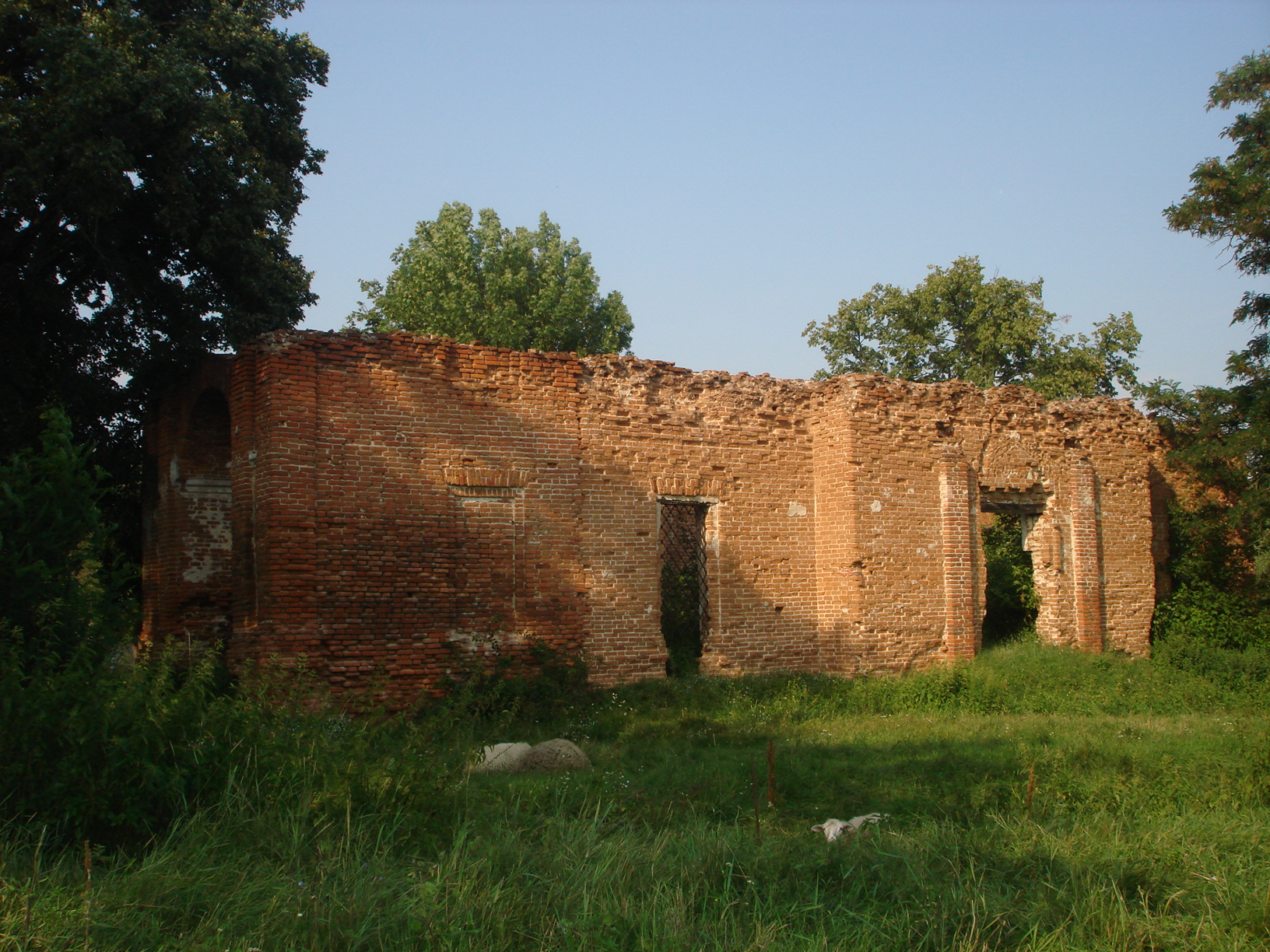
Рештки церкви (бічний фасад)